# Empoasca vastitatis
Empoasca vastitatis är en insektsart som beskrevs av Paul W. Oman och Wheeler 1938. Empoasca vastitatis ingår i släktet Empoasca och familjen dvärgstritar.
Artens utbredningsområde är New Mexico. Inga underarter finns listade i Catalogue of Life.